# 弦楽四重奏曲第79番 (ハイドン)
弦楽四重奏曲第79番 ニ長調 作品76-5, Hob. III:79 は、フランツ・ヨーゼフ・ハイドンが1797年に作曲した弦楽四重奏曲である。偽作（作品7）や編曲作品を除くと第64番であり、特に第2楽章が美しいため、第2楽章の速度記号から『ラルゴ』（Largo）の愛称で親しまれている。
また、まとめて出版された『エルデーディ四重奏曲』（作品76）の全6曲中の5曲目であることから、『エルデーディ四重奏曲第5番』とも呼ばれる。

## 曲の構成
全4楽章、演奏時間は約20分。
- 第1楽章 アレグレット - アレグロ
ニ長調、8分の6拍子、変形された三部形式。
お使いのブラウザーでは、音声再生がサポートされていません。音声ファイルをダウンロードをお試しください。
主題に複雑なリズムの旋律が絡む。

- 第2楽章 ラルゴ・カンタービレ・エ・メスト
嬰ヘ長調、2分の2拍子（アラ・ブレーヴェ）、ソナタ形式。
お使いのブラウザーでは、音声再生がサポートされていません。音声ファイルをダウンロードをお試しください。
この時代としては珍しく遠隔調である「嬰ヘ長調」を採っており、ロマン派音楽的な印象を与える。

- 第3楽章 メヌエット：アレグロ - トリオ
ニ長調 - ニ短調、4分の3拍子、複合三部形式。
お使いのブラウザーでは、音声再生がサポートされていません。音声ファイルをダウンロードをお試しください。
冒頭は第2楽章と共通の音型が用いられている。

- 第4楽章 フィナーレ：プレスト
ニ長調、4分の2拍子、ソナタ形式。
お使いのブラウザーでは、音声再生がサポートされていません。音声ファイルをダウンロードをお試しください。
再現部では第2ヴァイオリンが活躍する。